# Valle di Nubra
La Valle di Nubra è situata circa 150 km a nord di Leh, la città capitale del Ladakh, in India. La via comune per accedere a questa valle è di viaggiare attraverso il passo Khardung La da Leh dove si incontra la Valle di Shyok. Per entrare nella Valle di Nubra, si deve attraversare il fiume Shyok lungo un piccolo ponte e passare attraverso un controllo militare. Un permesso "Inner Line" è richiest o per poter passare. Nella Valle di Nubra si trovano le piccole città di Sumur e Panamik. Sumur ha un gompa buddista o monastero mentre Panamik è nota per le sue calde sorgenti.

## Luoghi
Il villaggio di Diskit nella valle è diventato il centro di aggregazione per le persone della regione. Diskit è il quartier generale della valle di Nubra e quindi ha molti uffici governativi con servizi di base. È anche collegato via strada con Leh. La statua del Buddha Maitreya di 32 metri è il punto di riferimento della valle ed è curata dal monastero di Diskit.
Lungo il fiume Nubra o Siachan si trovano i villaggi di Sumur, Kyagar (chiamato Tiger dall'esercito indiano), Tirith, Panamik, Turtuk e molti altri. Il monastero di Samstanling si trova tra i villaggi di Kyagar e Sumur; Panamik è noto per le sue sorgenti termali. Dall'altra parte del fiume Nubra a Panamik si trova il isolato il gompa Ensa.
Sul fiume Shyok, il villaggio principale, Diskit, ospita, in una posizione suggestiva, il Monastero di Diskit, costruito nel 1420 d.C. Hundar era la capitale del passato regno di Nubra nel 17 ° secolo ed è la patria della Chamba Gompa. Tra Hundar e Diskit si trovano diversi chilometri di dune di sabbia e i cammelli pascolano nelle vicine "foreste" di arbusti. Gli stranieri non sono ammessi al di sotto del villaggio di Hundar nella zona di Balti, in quanto è una zona di confine. Anche il villaggio di Baigdandu si trova in questa zona.
L'accesso stradale principale alla valle di Nubra è attraverso il passo di Khardung La che è aperto tutto l'anno. Un percorso alternativo, aperto nel 2008, attraversa la Wari La da Sakti, ad est di Khardung La, collegandosi al sistema stradale principale di Nubra via Agham e Khalsar lungo il fiume Shyok. Ci sono anche passaggi percorribili sul Ladakh Range dalla valle dell'Indo in vari punti. Le rotte da Nubra a Baltistan e Yarkand, sebbene storicamente importanti, sono state chiuse rispettivamente dal 1947 e dal 1950.
La valle è aperta ai turisti fino a Hunder (la terra delle dune di sabbia) dal 2010. Oltre Hunder si estende la regione più verde del Ladakh a causa della sua bassa quota. Il villaggio di Turtuk è pieno di alberi di albicocche e bambini. La tribù locale, i Balti, segue i suoi antichi costumi nel proprio stile di vita e parla una lingua che è solo parlata e non scritta.